# Eois ops
Eois ops är en fjärilsart som beskrevs av Druce 1892. Eois ops ingår i släktet Eois och familjen mätare. Inga underarter finns listade i Catalogue of Life.